# Harbarnsen
Harbarnsen is een voormalige gemeente in de Duitse deelstaat Nedersaksen en maakt deel uit van de gemeente Lamspringe in de Landkreis Hildesheim. Harbarnsen telt 740 inwoners.

## Geschiedenis

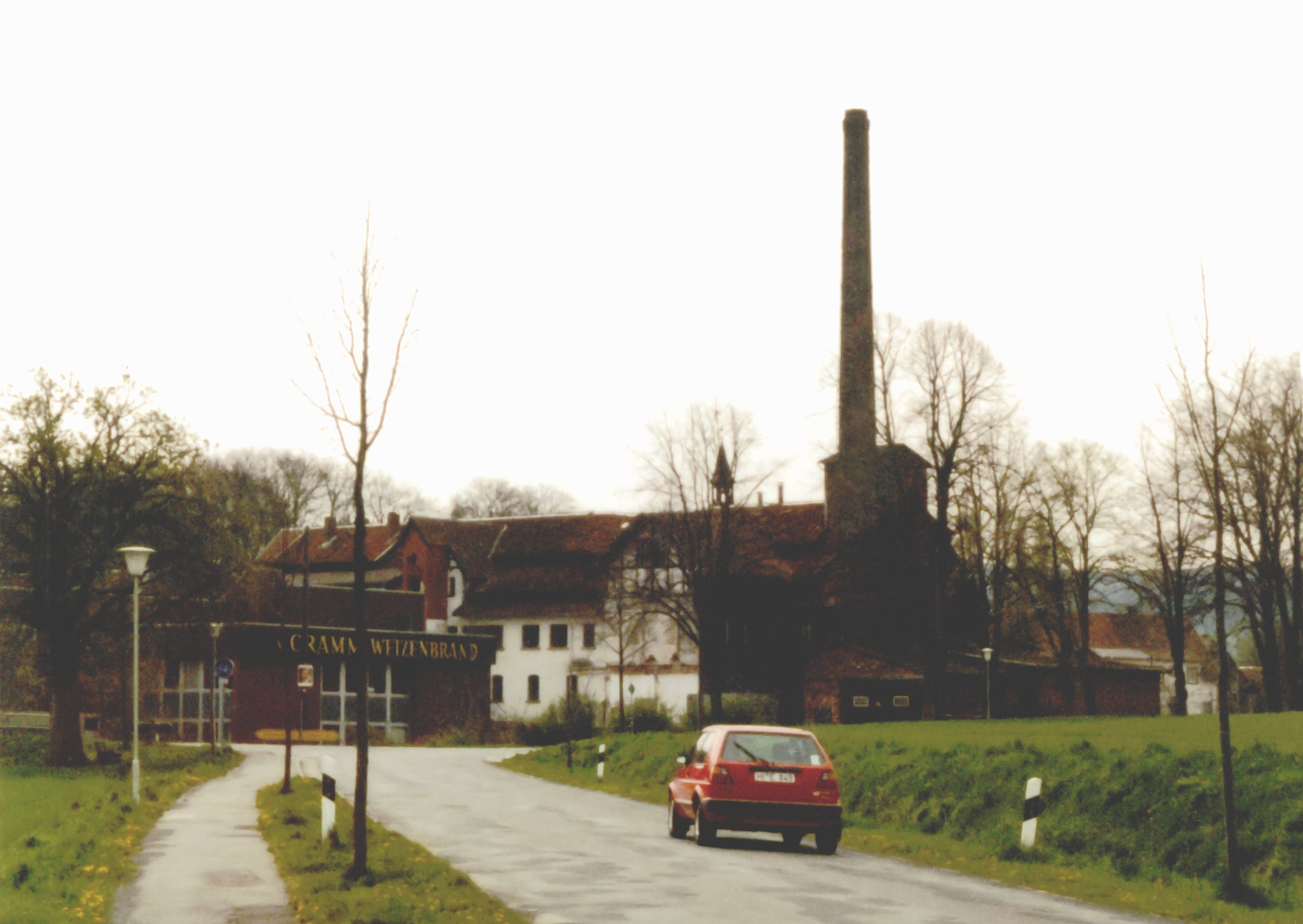
Voormalige distilleerderij

De plaatsnaam betekent waarschijnlijk "Heribero's nederzetting".
Het eerste betrouwbare nieuws over Harbarnsen dateert van 1261. Harbarnsen behoorde in de 15e eeuw tot de Heren van Steinberg die in dienst waren van het klooster Corvey. Het werd een riddermatig goed in 1731. Sinds 1750 tot de 1980er jaren bestaat een distilleerderij, belkend door de Crammscher Weizenkorn. Een nieuwe kerk werd gebouwd in 1821. Rond 1700 is er een school opgericht. In 1792 wordt een schoolgebouw gebouwd en in 1919 een nieuw. In 1898 werd een coöperatieve zuivelfabriek opgericht, die bekend werd door de Camembert kaas "St. Hubertus". De fabriek werd in de 1980er jaren omgebouwd tot een melkdrogerij en voorziet de voedings- en farmaceutische industrie met melkeiwitten en lactose.
Van 1902 tot 1974 had Harbarnsen een station op de Lammetalbahn.
Het dorp Irmenseul was een deel van de gemeente Harbarnsen sinds 1974. De Samtgemeinde Lamspringe werd in 2016 ontbonden, en de vorige gemeenten Harbarnsen, Neuhof, Lamspringe, Sehlem en Woltershausen werden op 1 november 2016 verenigd in de nieuwe gemeente Lamspringe.
- Gemeinsame Normdatei: 1051765706
- Virtual International Authority File: 308735056

Adenstedt ·
Alfeld (Leine) ·
Algermissen ·
Almstedt ·
Bad Salzdetfurth ·
Banteln ·
Betheln ·
Bockenem ·
Brüggen ·
Coppengrave ·
Despetal ·
Diekholzen ·
Duingen ·
Eberholzen ·
Eime ·
Elze ·
Everode ·
Freden (Leine) ·
Giesen ·
Gronau (Leine) ·
Harbarnsen ·
Harsum ·
Hildesheim ·
Holle ·
Hoyershausen ·
Lamspringe ·
Landwehr ·
Marienhagen ·
Neuhof ·
Nordstemmen ·
Rheden ·
Sarstedt ·
Schellerten ·
Sehlem ·
Sibbesse ·
Söhlde ·
Weenzen ·
Westfeld ·
Winzenburg ·
Woltershausen